# Monumentenglas
Monumentenglas is een verzamelbegrip voor hedendaagse glasramen die ontwikkeld zijn om technisch en qua beeld te passen bij oudere panden. Ze dienen in oude huizen en monumenten ter vervanging van de originele ruiten.

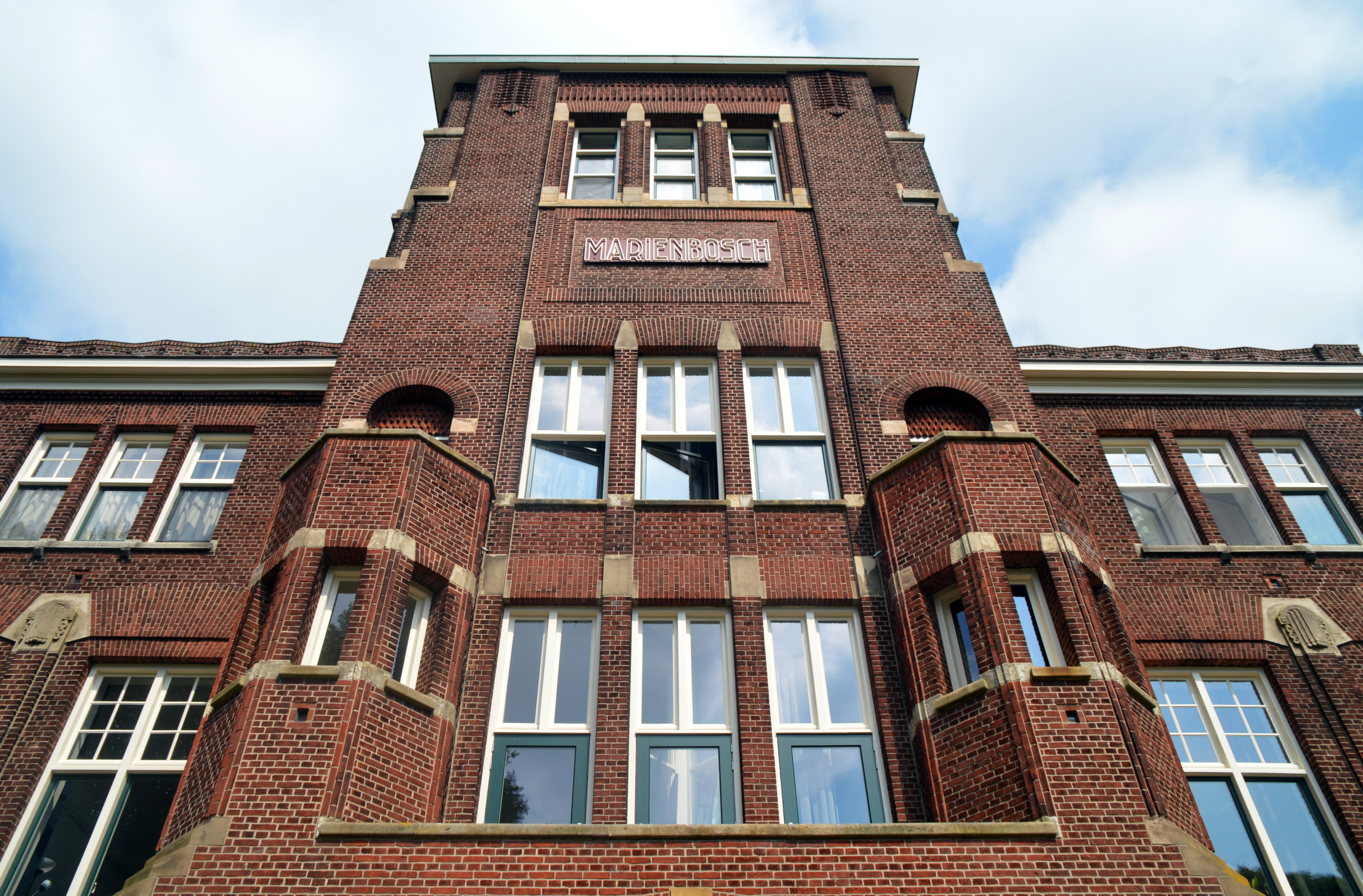
Gerestaureerde ramen in een rijksmonument, Klooster Mariënbosch, Nijmegen

## Originele beglazing
Het meeste originele raamglas in oude huizen is zogenaamd "getrokken" enkel glas. Het werd destijds vervaardigd door het gesmolten glasmengsel met speciale machines in een vorm omhoog te trekken en dan geleidelijk te laten afkoelen van vloeibaar tot vast. Hierdoor vertoont dit glas oneffenheden en zogenaamde "trekblaasjes" en belletjes en trekstreken. In heel oude historische panden vindt men soms nog mondgeblazen glas, het zogenaamde cilinderglas.

### Vervanging
Omdat deze ramen vaak de tand des tijds niet doorstaan en aan vervanging toe zijn, kwam de vraag op naar vervangingen met dezelfde uitstraling als het origineel qua lichtinval, maar liefst met een betere isolatiewaarde. Ook was er het probleem dat originele sponningen vaak te smal zijn voor nieuw isolatieglas. Een oplossing was dan soms om aan de binnenzijde voorzetramen te plaatsen om te isoleren met behoud van het historische beeld. Anno 2023 biedt monumentenglas andere mogelijkheden.

## Soorten monumentenglas

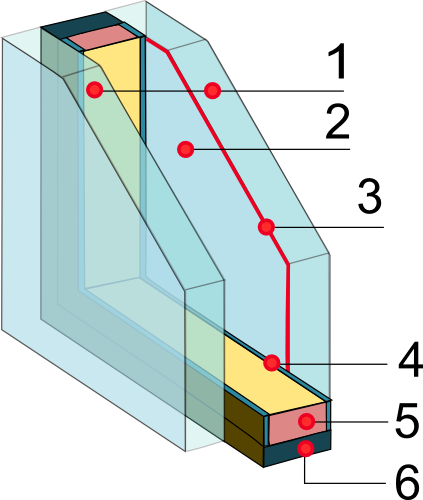
dubbelglas met spouw
1 = glas
2 = (lucht)spouw
3 = coating
4 = afdichting
5 = vochtabsorberend materiaal
6 = afdichting

Om een historisch beeld te behouden worden er tegenwoordig ramen geproduceerd met een gelijkaardige lichtinval en enige isolatiewaarde. Glasfabrieken en glashandels bieden verschillende soorten aan. Voor alle soorten geldt dat hoe dikker en hoe meer bewerkt het raam is hoe beter het isoleert.
Een basale vorm is het zogenaamde "floatglas" dat volgens het hedendaagse procedé uitgevloeid wordt op een plaat of kwikbad, waardoor er geen oneffenheden zijn. De oude uitstraling ontstaat dan pas in de nabewerking. Omdat de isolatiewaarde van dit halffabricaat gelijk is aan enkel glas, wordt er vaak een coating of een laminaatlaag aangebracht. Een andere optie is dubbel glas met een dunnere spouw, dat met wat aanpassingen in oude sponningen past. Duurdere varianten worden via de oude methode van getrokken glas geproduceerd.
Enkele beschikbare soorten:
- Enkelglas zonder coating – de basale variant van machinaal vervaardigd en kunstmatig verouderd glas. Het authentieke beeld blijft behouden maar de isolatiewaarde is gelijk aan die van enkelglas. Dit wordt geleverd in diktes van 2 tot 4 millimeter.
- Enkel glas mét coating – door het toepassen van machinale ionisatie op een verouderde glasplaat vormt zich op het glas een onzichtbaar, hard metaallaagje aan de binnenkant. Hierdoor is er een iets hogere isolatiewaarde dan gewoon enkel glas. Dit glas is dun, waardoor het vaak in bestaande oude sponningen past.
- Gelamineerd glas – hier worden een of twee heldere floatglasplaten aangebracht op een verouderd gemaakte glasplaat. Tussen de lagen zit een coating voor glasreflectie. Dit glas is echter veel dikker, 6 tot 7 mm, dus behoeft vaak aanpassing van de sponning. De isolerende werking is afhankelijk van dikte en fabricaat tussen die van enkel glas en HR++ in.
- Isolerend dubbelglas met dunne spouw – twee samengestelde glasplaten met een tussenruimte gevuld met lucht of een gas. Met een dikte van 8 tot 12 mm is het nog niet half zo dik als standaard HR++, terwijl de isolatiewaarde beter is dan bij de eerder genoemde oplossingen. Dit glas kan bevestigd worden met kit in plaats van stopverf, zodat glaslatten niet nodig zijn, wat bijdraagt aan het behoud van het monumentale karakter.[1] Dit dubbelglas wordt ook in getrokken uitvoering geleverd.

## Plaatsing
Als het nieuwe monumentenglas dikker is dan het oorspronkelijke (meestal scheelt dit toch enkele millimeters) moet vaak de sponning worden aangepast. Dat benodigt vakmanschap, omdat het buitenbeeld ongewijzigd moet blijven, terwijl aan de binnenzijde van de originele ramen vaak een mooi geprofileerde "lijst" aanwezig is, de zogenaamde sponningrug. Voor het plaatsen is tevens van belang te werken met een goede kierdichting bij plaatsing.

## Regelgeving
Tussen landen verschilt de vergunningsplicht voor het wijzigen van panden met een monumentstatus.

### Nederland
In Nederland mag een gebroken ruit in een monumentaal pand vergunningsvrij worden vervangen, maar geldt een vergunningsplicht voor het onderhoudsmatig vervangen van bestaand glas of het wijzigen van sponningen en profielen. Dit omdat het glas beschouwd wordt als een onderdeel van de monumentale waarde en modern glas deze kan doen verminderen.